# Igreja Católica em Mônaco
A Igreja Católica no Mônaco(em português brasileiro) ou Mónaco(português europeu) faz parte da Igreja Católica universal, sob a direção espiritual do Papa e da Cúria, em Roma. Embora haja fortes laços com a Igreja Católica na França e com a Igreja Católica na Itália, o país forma apenas uma diocese, a Arquidiocese de Mônaco, que não é membro nenhuma conferência episcopal nacional.
Presente na costa da Ligúria desde a expansão do cristianismo nos primeiros séculos, os vestígios mais antigos da Igreja em Mônaco estão no Vale dos Gaumates, no local da atual igreja de Santa Devota, padroeira do país.
Em 2013, o catolicismo, além de ser, nos termos do artigo 9 da Constituição monegasca, a religião do Principado de Mônaco, é também a religião de 82,5% de sua população..

## História

### Tempos antigos: os cristãos no Vale de Gaumates
A região da Ligúria foi evangelizada por São Nazário e São Celso, presos em Ventimiglia, e sofreram o martírio em Roma, na época de Nero. De acordo com a tradição popular, a fé cristã chegou a Mônaco com Santa Devota. Depois de sofrer o martírio na ilha de Córsega por volta do ano 304, o seu corpo, levado pelos ventos teria chegado às margens do litoral de Mônaco, na entrada do Vale de Gaumates. De qualquer forma, a presença cristã é atestada no lugar pelos títulos mais antigos relativos à região de Mônaco, ou seja, no século XI. Isto se evidencia com o convento da Abadia de São Pôncio.
Em 1078, alguns habitantes de La Turbie fundaram no porto de Mônaco outra igreja dedicada a Santa Maria, e nomearam Archambaud, bispo de Nice. Este lugar provavelmente foi  um pequeno centro populacional.
O território genovês de Mônaco foi divido entre duas jurisdições eclesiásticas diferentes, a abadia de São Pôncio para certos direitos, e o Bispo de Nice, teoricamente, à jurisdição espiritual e administrativa; uma situação de incerteza que foi fonte de tensão para o estabelecimento de uma hierarquia própria igreja em Mônaco.

### Idade Média, Guelfos
Conflitos internos agitaram Gênova durante o século XIII. Os guelfos, representados por Grimaldi – partidários a favor do Papa; e os gibelinos, representados por Doria e Spinola – a favor da política imperial.

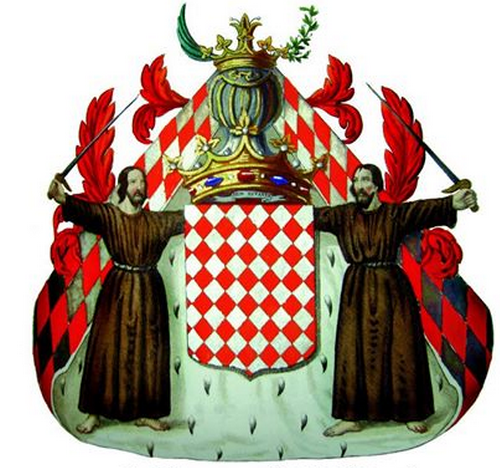
Esta é a vestimenta com um hábito franciscano que François Grimaldi durante a invasão da fortaleza genovesa. Isso explica a presença de dois franciscanos armados no brasão do príncipe de Mônaco.

Ao longo da Idade Média, Mônaco mostra uma lealdade inabalável ao papa. Assim, o papa frequentemente se voltava para os monegascos contando com seu apoio. O Papa Bento XII, em 18 de outubro de 1339, clama ao rei Roberto e ao povo de Mônaco ajuda para uma cruzada para resistir contra os sarracenos, que invadiam e ocupavam o território de Castela. Mais tarde, o Papa Clemente VI convida o povo monegasco por uma carta enviada a Antônio e Carlos Grimaldi, para se juntar à cruzada do rei Alfonso de Castela, contra os mouros na Espanha. Essa cruzada evitou que a Península Ibérica continuasse a ser muçulmana. Durante o Grande Cisma, os Grimaldi se mostram "defensores ardentes do trono de São Pedro"
Para atender ao aumento da população, ocorre a construção da igreja São Nicolau, que foi a origem da atual catedral.

### O Renascimento em um Principado católico
Desde o Renascimento, Mônaco afirma-se como um verdadeiro principado católico. A primeira visita de um soberano ao Papa ocorre em 1450, quando João I e sua esposa Pomelina foram a Roma por ocasião do Jubileu decretado por Nicolau V. Estas visitas oficiais continuam hoje, incluindo os príncipes Rainier III e Alberto II aos Papas e Bento XVI e Francisco.
A devoção monegasca a Santa Devota também se desenvolveu na época. Em 4 de setembro de 1476, uma indulgência plenária foi concedida àqueles que trabalharam para a restauração e ampliação da pequena igreja do Vale de Gaumates, por instigação de Lambert Grimaldi.

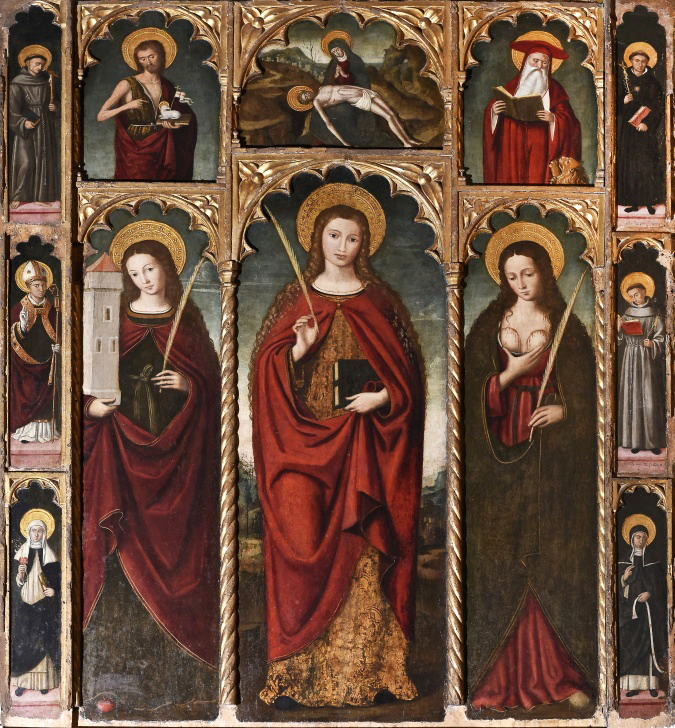
Ludovico Brea também consagrou um retábulo a Santa Devota, encomendado em 1513 por Francisco Grimaldi, e mantido na igreja paroquial de Santo Antônio de Dolceacqua.

Por ocasião do Jubileu de 1500, uma coleta pública foi aberta para a compra de um retábulo para o altar principal da igreja de São Nicolau. Esta é a origem da obra-prima de Ludovico Brea, atualmente abrigada na catedral.
Uma gigantesco aumento na devoção foi causada por uma peste em 1631. Em 21 de novembro, festa da Apresentação de Nossa Senhora, foi erguida uma estátua da Virgem ex-voto na Rua Basse, e no ano seguinte, Honorato II ofereceu aos seus súditos o voto muito solene de celebrar a cada ano a festa da Apresentação, uma data que marcou o fim da peste. Por ocasião da peste, as irmandades se encarregaram da prestação de ajuda à população e estava no comando do enterro dos mortos. A irmandade dos Penitentes Negros é criada em 22 de maio de 1639, estabelecendo em janeiro de 1646 uma nova capela dedicada à Virgem da Misericórdia. a esposa de Honorato II, Hipólita Trivulzio, também trazia a marca de sua própria devoção romana; herança sua mãe a São Luís Gonzaga, um jovem noviço jesuíta que morreu prematuramente, até hoje considerado um modelo de santidade para todos os jovens. Logo após sua beatificação, porém mesmo antes de sua canonização, sua veneração solene no principado foi concedido pelo bispo de Nice, monsenhor Marenco, e uma capela privada dedicada a ele foi erguida em Palais.
Depois de Hipólita, Catherine Charlotte de Gramont, a infeliz esposa de Luís I, fundou em 1663, em Mônaco, um convento da Ordem da Visitação , importante no aparecimento social de religiosos de origem aristocrática..
Em 1699, o Príncipe Luís I foi enviado por Luís XIV como embaixador da França perante à Santa Sé. Sua irmã, Isabelle Grimaldi, regressou da Terra Santa, onde contraiu lepra, e, invocando o nome de Nossa Senhora, obteve uma cura milagrosa. Ela construiu no caminho para a capela de Puypin, (hoje Mosteiro de Annonciade) quinze oratórios dedicados aos mistérios do Rosário de Nossa Senhora.

### Da Revolução a hoje, uma Igreja livre em Mônaco
Em 22 de outubro de 1792, o General d'Anselme, tendo entrado em Nice, enviou a Mônaco um de seus batalhões para ocupá-lo e lá erigiu uma árvore da liberdade. Em 23 de fevereiro de 1793, a "Sociedade do Povo e Montagnard" filiou-se ao Clube Jacobino. Esta sociedade, os quais eram hostis à ideia religiosa, ocuparam o oratório dos Penitentes Negros, a fim de saquear o local, mas miraculosamente a estátua da Virgem da Misericórdia, que ainda está no altar protegeu o local dos iconoclastas.

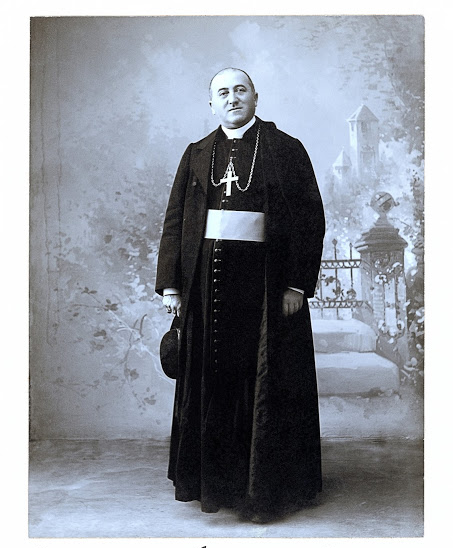
Sob o episcopado do Arcebispo de Curel, segundo bispo de Mônaco, o prelado católico e compositor Monsenhor Perruchot, irá desenvolver a beleza da música e liturgia na Catedral da Imaculada Conceição.

Enquanto Mônaco estava ocupado pela França, até o Congresso de Viena, durante do primeiro Império, o bispo de Nice foi o administrador do país, e Honorato IV foi obrigado a aceitar esta interferência.
Uma Concordata é assinada em 1822, o que não esclarece o patrocínio do Príncipe à Igreja em Mônaco. A nomeação do Curé Ramin para a catedral, em 1865, é motivo de tensão entre o bispo de Nice e o Principado. Carlos III, em seguida, retoma negociações com a Santa Sé, as quais terminaram em 30 de abril de 1868 para a criação de uma abadia nullius diocesis em Mônaco, dirigido por um abade, diretamente dependente de Roma. A experiência monástica, liderada por Dom Romaric Fulgi, da Abadia Territorial de Subiaco, é bastante breve e inconclusiva. Depois de negociações laboriosas, a bula papal Quemadmodum, de 15 de março de 1886, erigiu a abadia nullius em um bispado diretamente dependente de Roma. O monsenhor Theuret é seu primeiro bispo. Somente por um acordo assinado em 25 de julho de 1981 entre a Santa Sé e o Príncipe de Mônaco, cede à Igreja o direito de patrocínio e benefícios eclesiásticos são permanentemente abolidos. A Diocese de Mônaco é elevada a Arquidiocese. A nomeação do Arcebispo de Mônaco depende diretamente da Santa Sé; no entanto, o Governo de Mônaco permanece empenhado na gestão das paróquias e obras religiosas necessárias para um desenvolvimento positivo da atividade da Igreja, e consequentemente do país.
Desse modo, através da era moderna, a Igreja em Mônaco ganhou mais. Uma congregação dominicana, as Irmãs Dominicanas da Sagrada Família, foi fundada em Mônaco em 1871 por Madre Teresa Emilia Bourget, com o objetivo de cuidar de crianças abandonadas. Os jesuítas chegaram ao Principado em 1861, e mantêm certa influência, o que desagrada a alguns franceses, especialmente por causa de sua postura crítica em relação à construção da Casino de Monte Carlo. Por ocasião das leis de separação entre Igreja e Estado na França, Mônaco tornou-se um refúgio para muitas congregações religiosas, apesar das tendências anticlericais do Príncipe Alberto I. O boom econômico do Principado também traz consigo uma certa pobreza através da imigração. Os jesuítas distinguem-se pelo seu compromisso com a classe operária nos subúrbios. Outros, como o padre Pedro Arici, tornaram-se conhecidos por proteger muitos judeus durante a Segunda Guerra Mundial.

### Concílio Vaticano II: entre a tradição e a modernidade
O período do pós-guerra é marcado por um forte boom econômico em Mônaco e uma aparição do país no cenário internacional. Além disso, ao mesmo tempo que a Igreja em Mônaco está totalmente comprometida com a modernidade, permanece também comprometida com a sua herança,em manter vivas as antigas tradições como as procissões do Senhor morto, Corpus Christi, e as festividades dedicadas à sua padroeira, Santa Devota.
A época é marcada pelo casamento de Rainier III e Grace Kelly. Após a cerimônia realizada no civil em 18 de abril de 1956, na sala do trono do palácio, e o casamento religioso celebrado pelo Bispo de Mônaco, Dom Gilles Barthe na Catedral de Mônaco no dia seguinte, na presença de 600 convidados. O chamado casamento do século foi transmitido ao vivo pela Rede Eurovisão no mundo, acompanhada por cerca de trinta milhões de espectadores.
Mônaco também participou do Concílio Vaticano II, na pessoa do bispo, Monsenhor Jean Rupp, que também restultou no avivamento do escutismo na França, sendo o primeiro Bispo para apoiar a criação da Scouts unitaires de France.
Com a criação do Festival Internacional de Circo de Monte-Carlo, uma nova tradição é criada em Mônaco. A partir da inauguração do festival, em 1974, uma missa dominical é celebrada sob a marquise, na presença do príncipe Rainier III e da família principesca. A partir da segunda edição do evento, uma dimensão ecumênica aparece nas saudações de Ano Novo das comunidades cristãs da região. O terceiro festival é saudado, desta vez, por uma mensagem comum das igrejas anglicana, armênia, católica, reformada, ortodoxa grega e russa. Desde a extensão do terreno de Fontvieille, a missa é celebrada na Igreja de São Nicolau de Fontvieille. Desde 2002, o Festival tem uma parceria com a Semana de Oração pela Unidade dos Cristãos, oferecendo mais uma celebração ecumênica com todos os artistas. Este encontro anual é agora o maior encontro anual de cristãos da Costa Azul.
Além disso, a Diocese também vem levando em conta os desdobramentos da migração, incluindo a dramática crise migratória na Europa desde o seu início. No caso de Mônaco, o fluxo de refugiados recebidos foi para Ventimiglia. A Igreja os ajuda através da Caritas Mônaco, com o acompanhamento dos migrantes sem família.

## Status
Sob o artigo IX da Constituição de Mônaco, o catolicismo é instituído a religião oficial do Principado de Mônaco. É também a religião da maioria da população. A liberdade religiosa é, no entanto, garantida pela constituição.

## Templos

### Igrejas
Monaco possui uma catedral, a Catedral de Nossa Senhora Imaculada, seis igrejas, e muitas capelas, a capela palatina de São João Batista, além da presença de capelas em diversas entidades estatais.

Igrejas de Mônaco
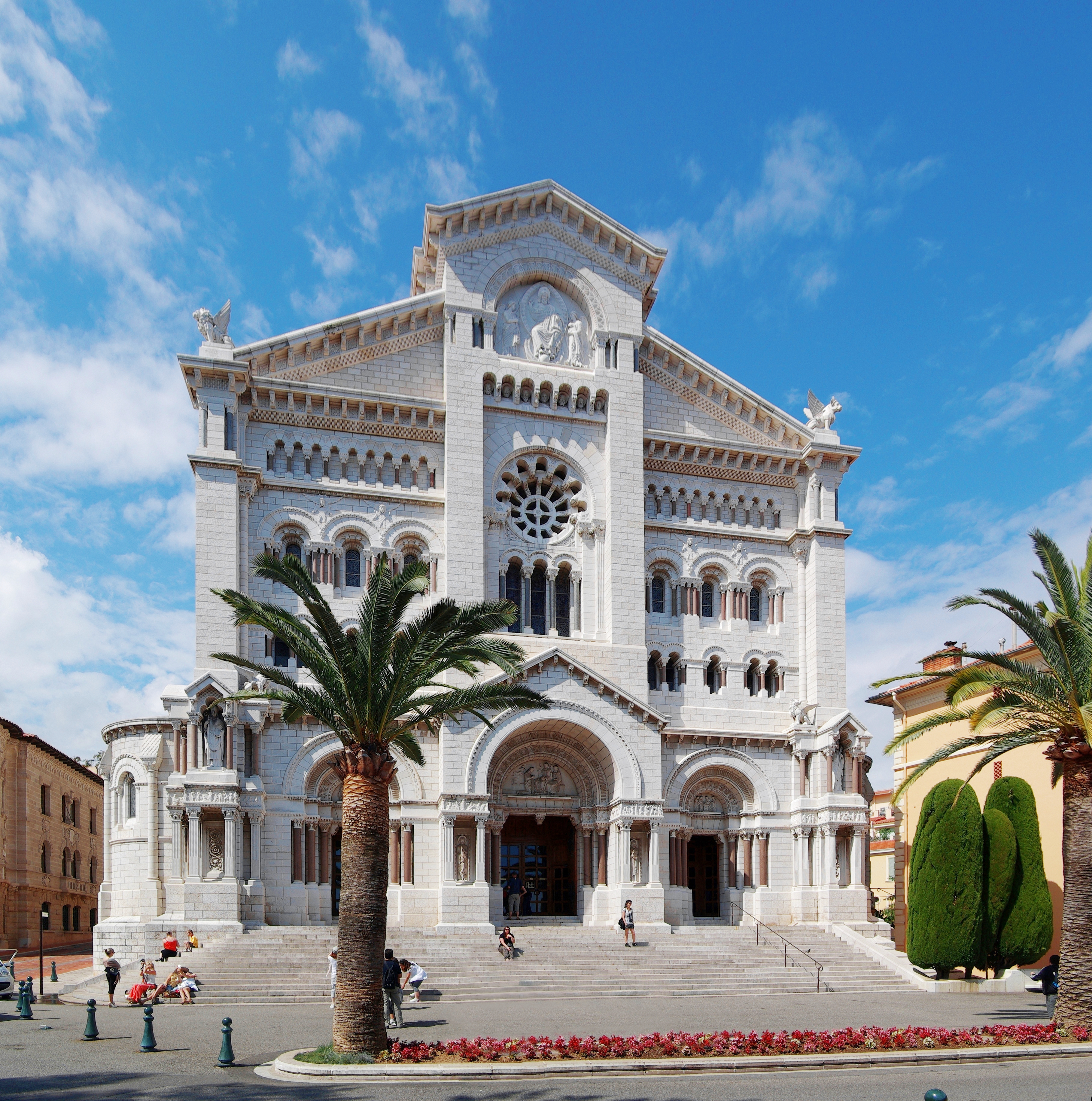
Catedral de Nossa Senhora Imaculada
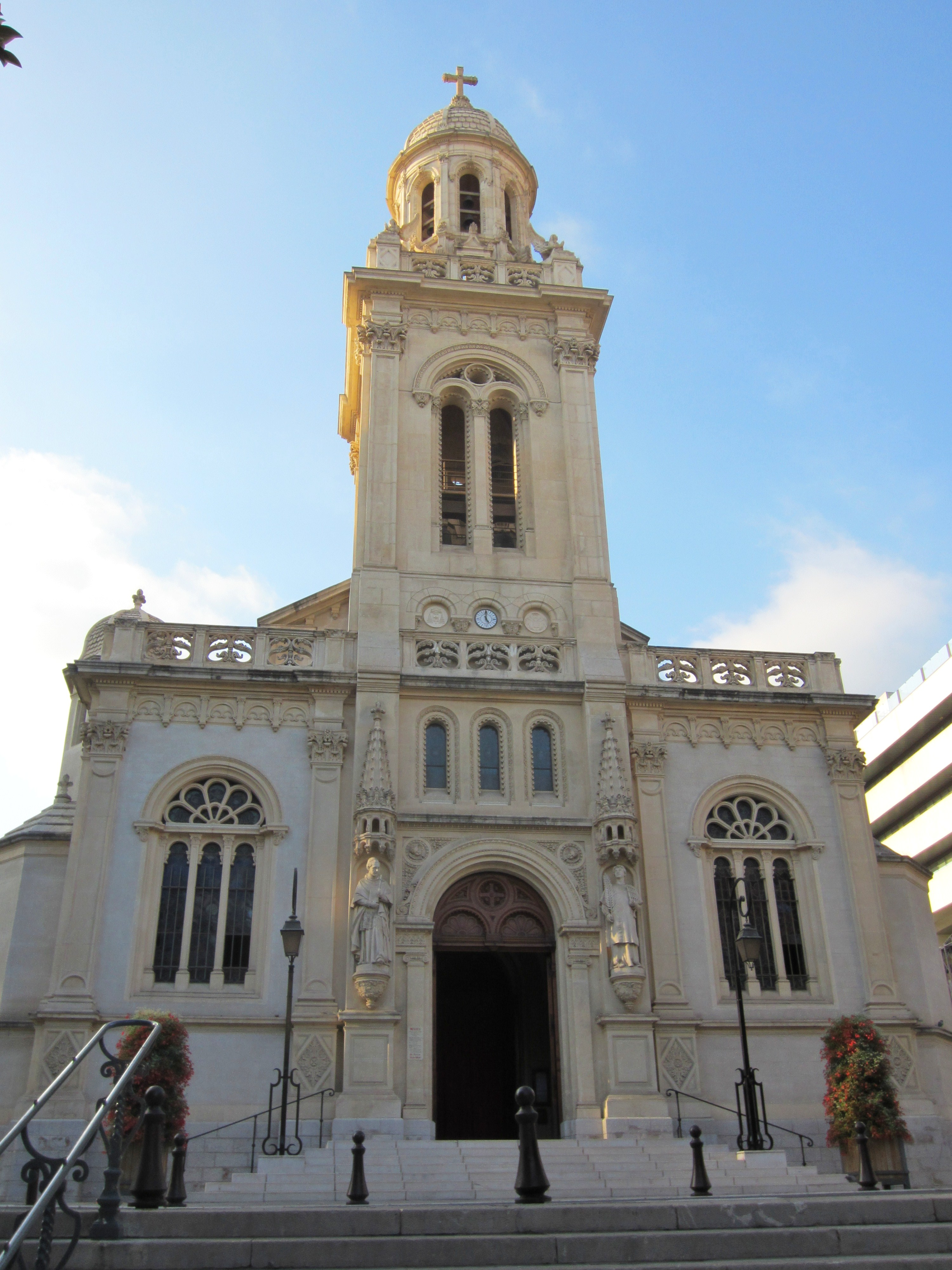
Igreja de São Carlos
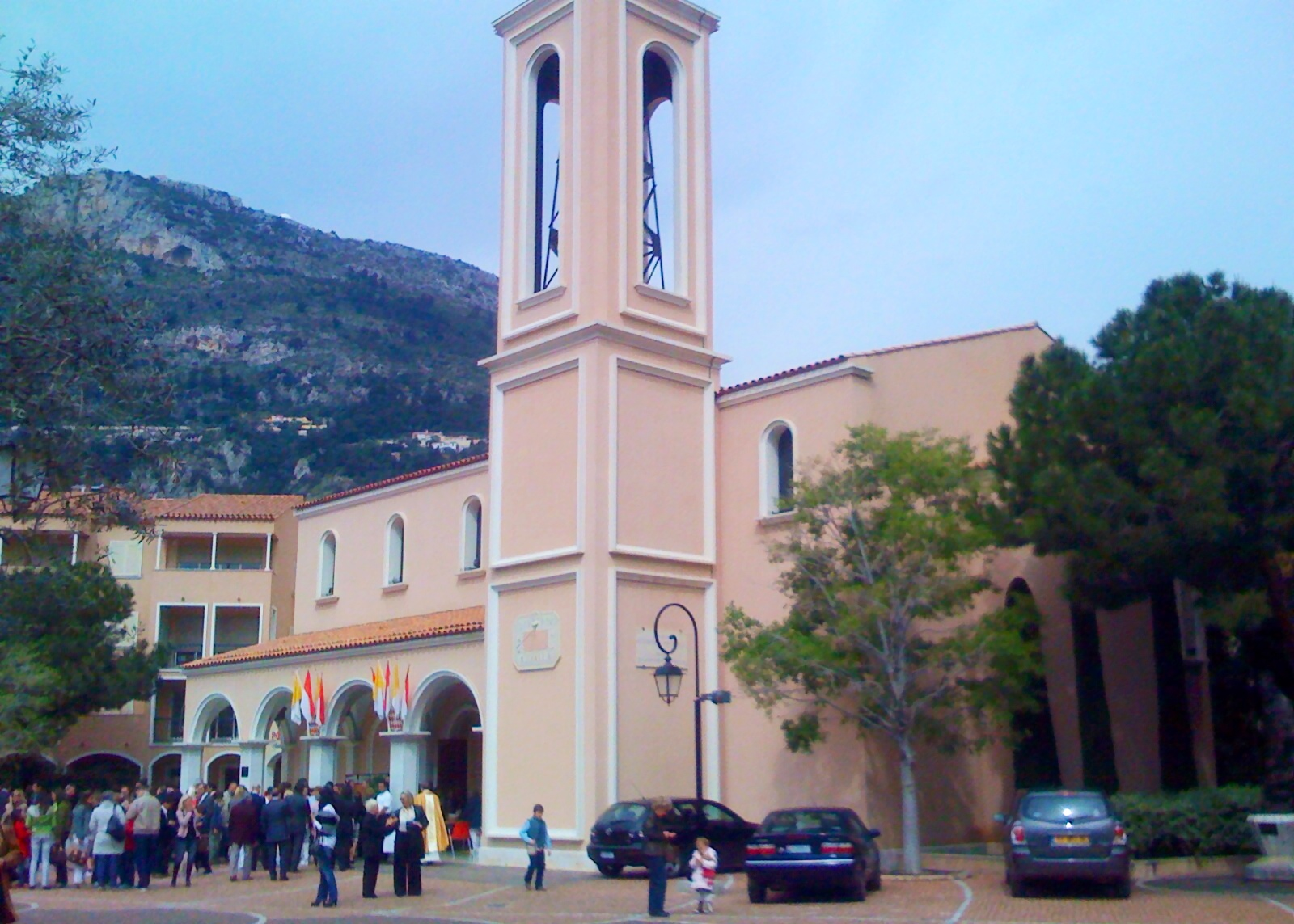
Igreja de São Nicolau
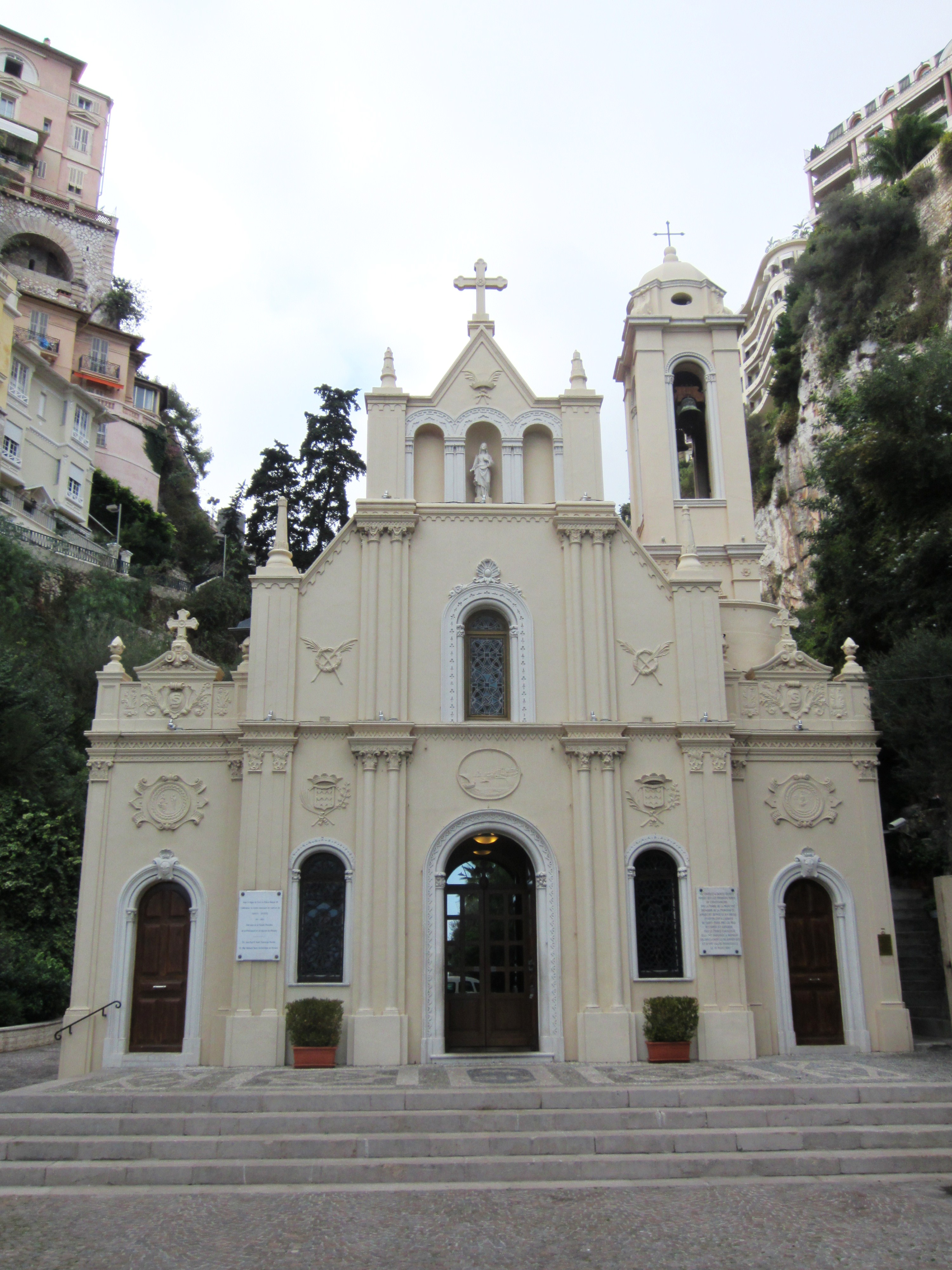
Igreja de Santa Devota
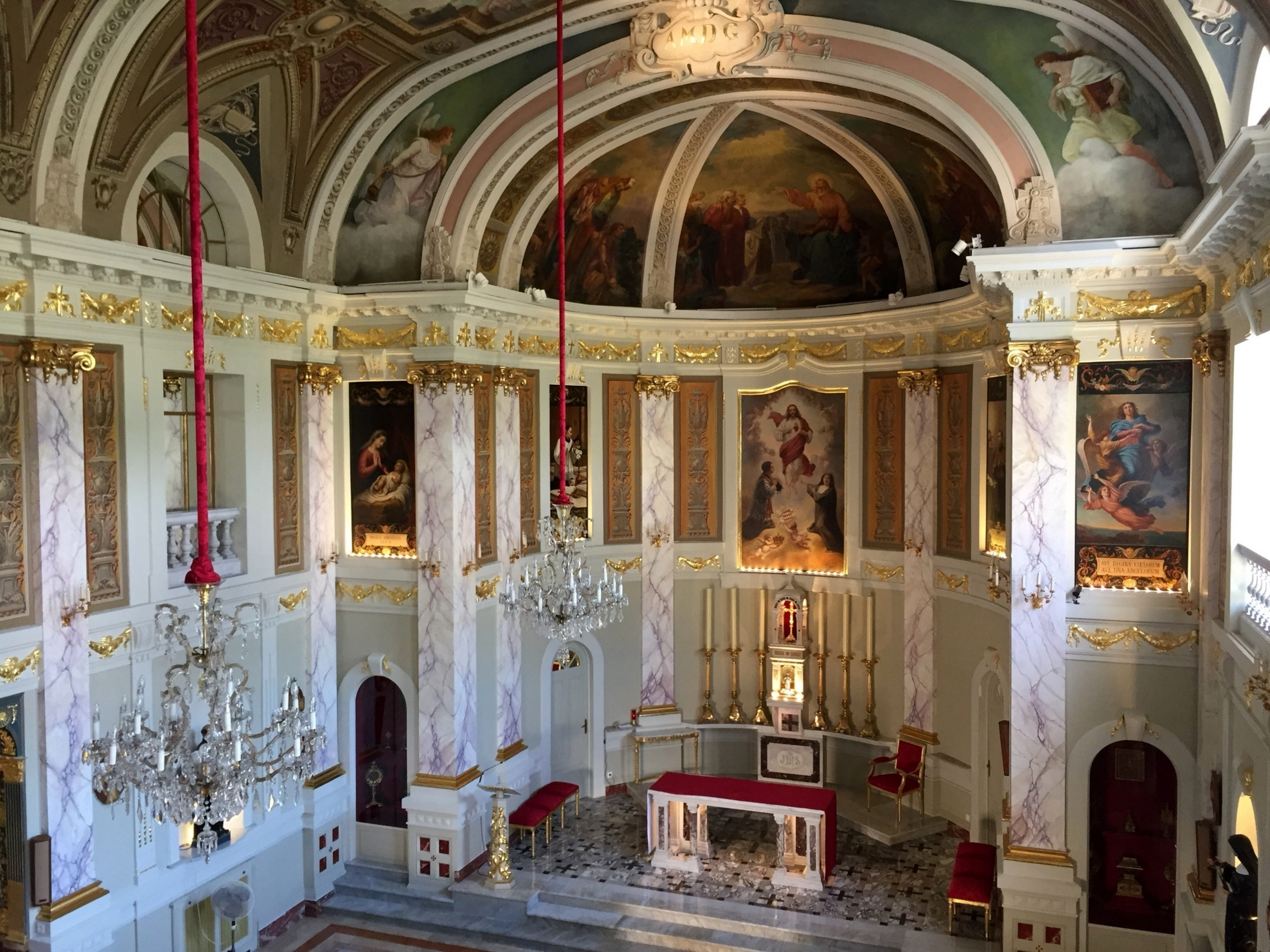
Igreja do Sagrado Coração

Capelas de Mônaco
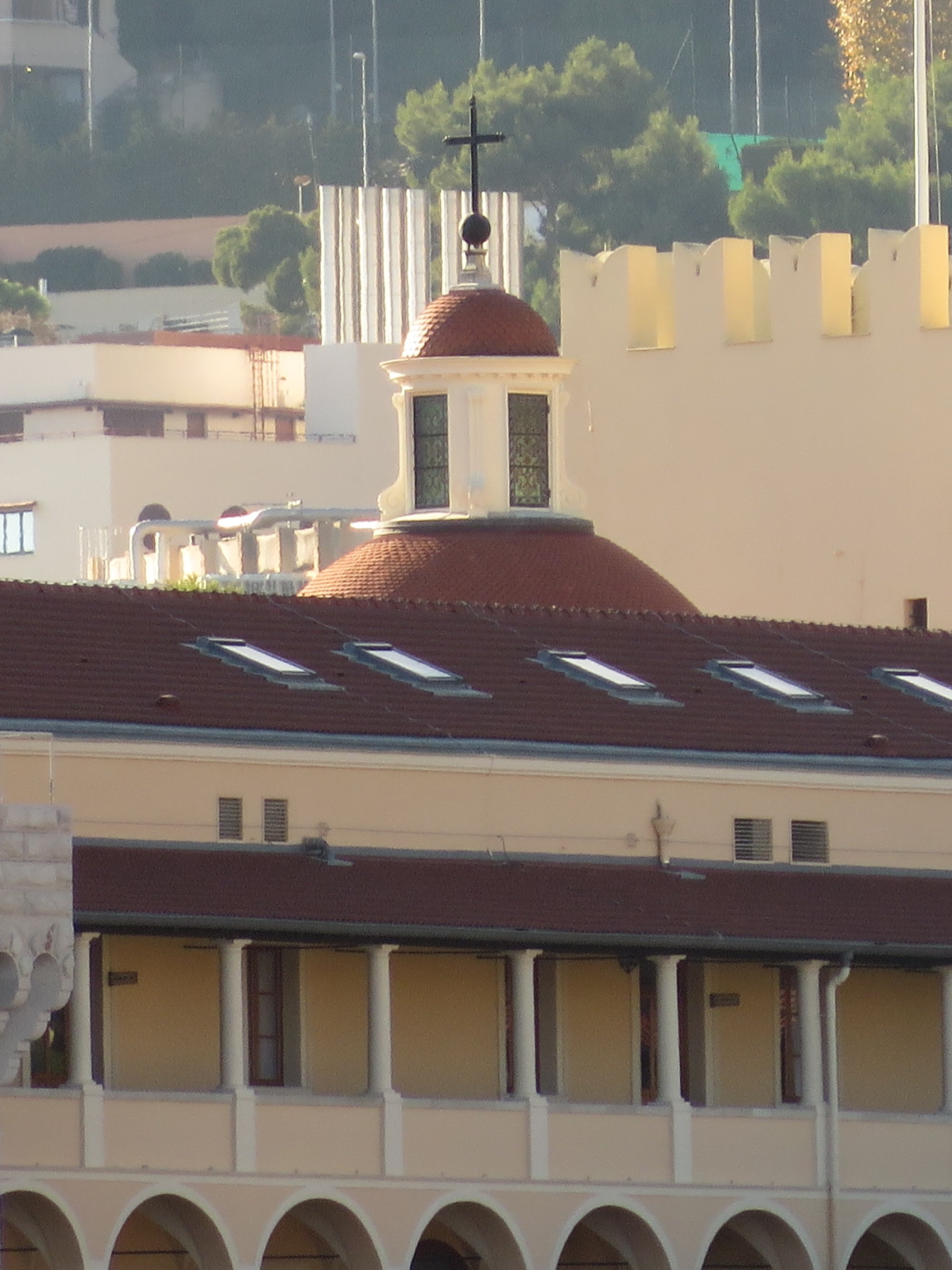
Capela palatina de São João Batista.
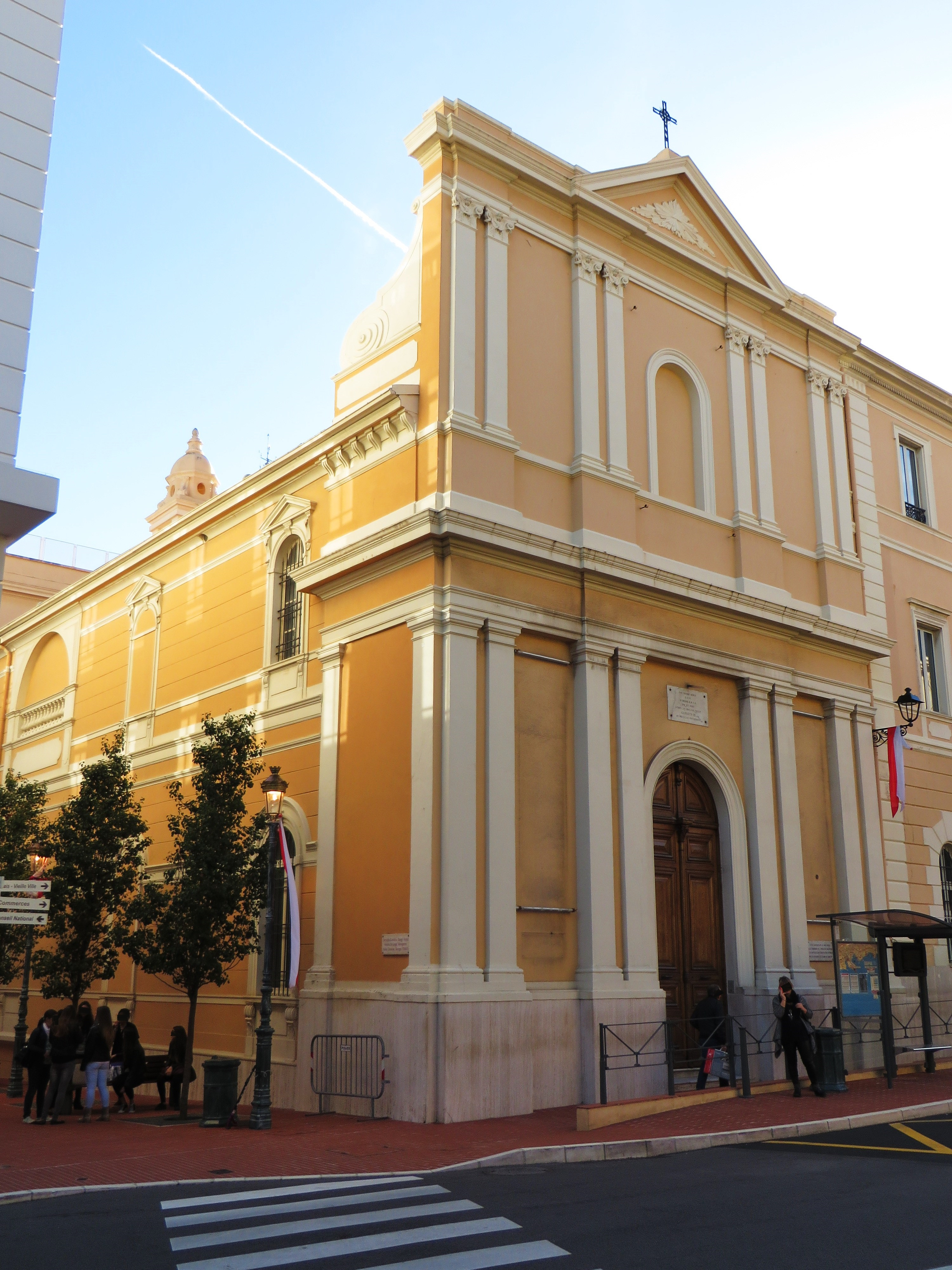
Capela da Visitação
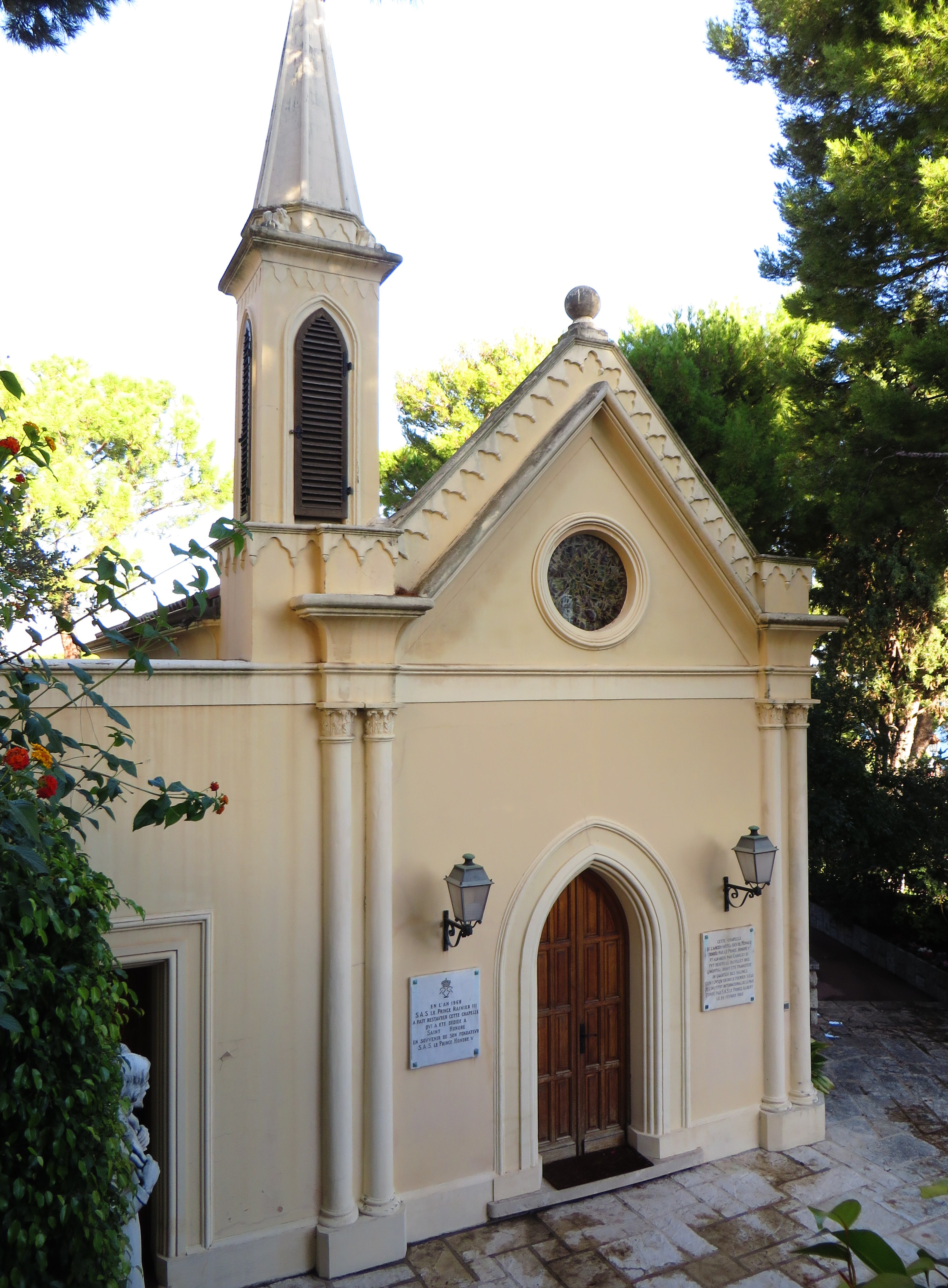
Capela de Santo Honorato
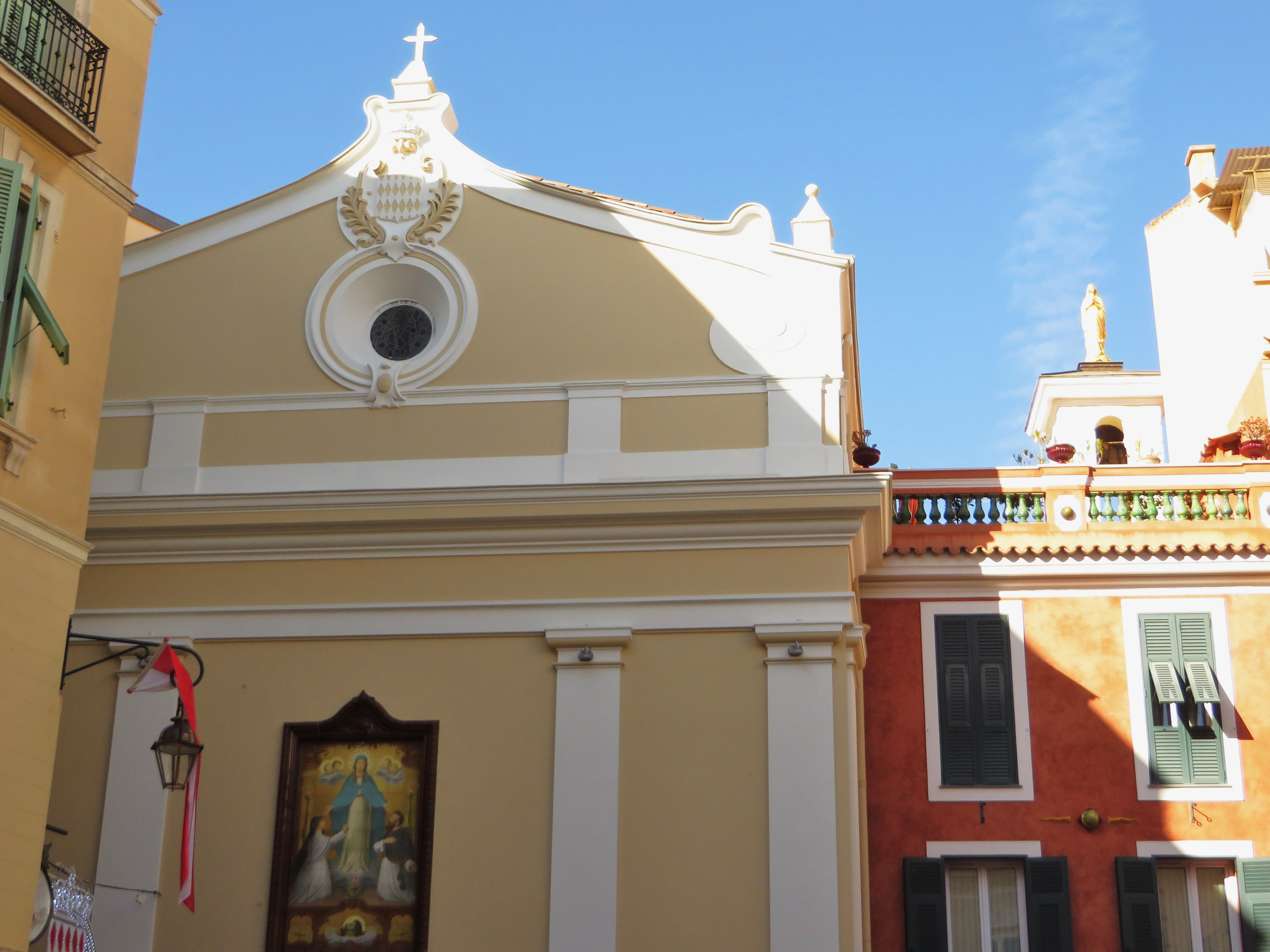
Capela da Misericórdia

### Santuários

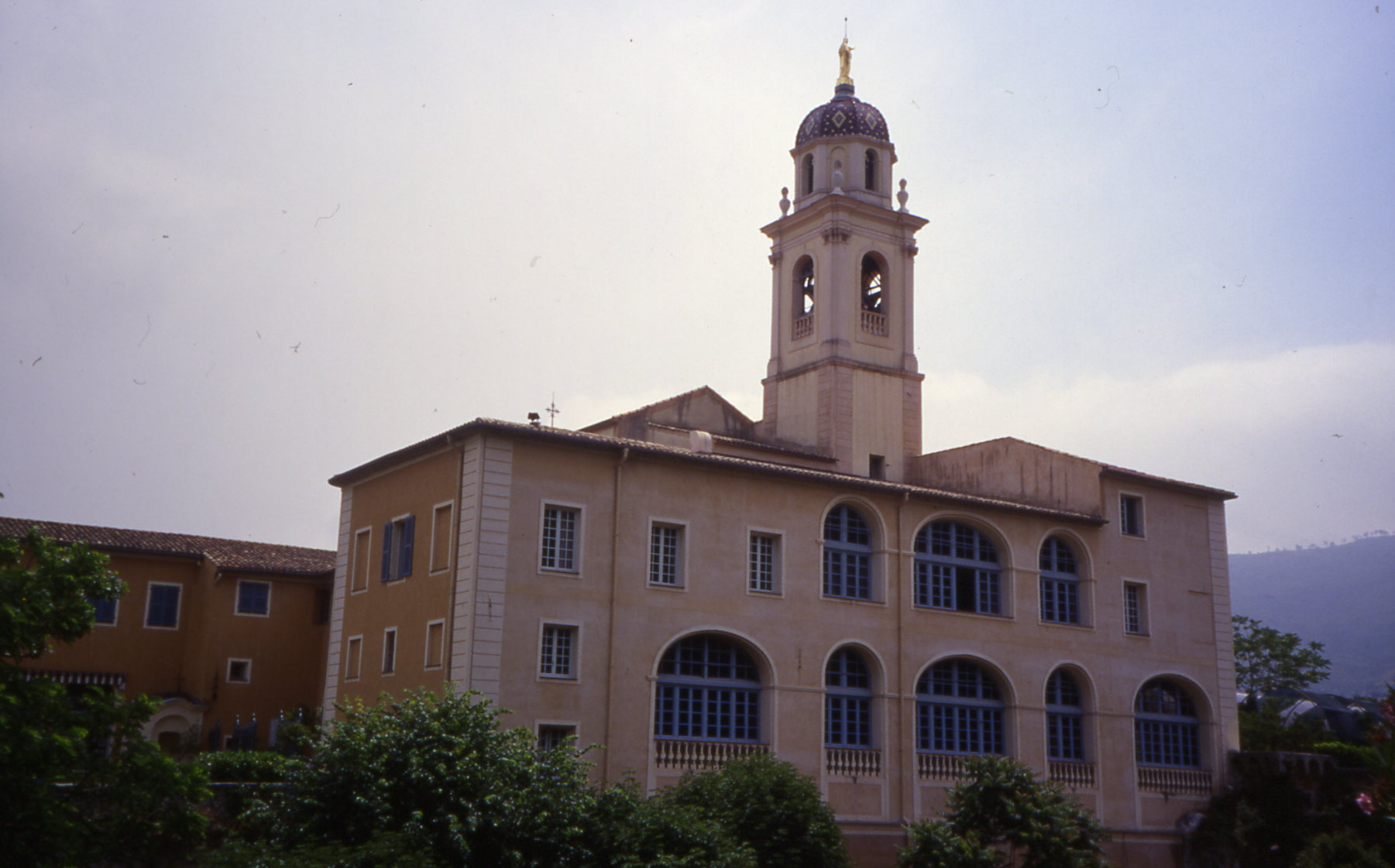
O Santuário de Nossa Senhora de Laghet está localizado entre Nice e Mônaco

Dois santuários próximos estão ligados à Igreja em Mônaco, embora não diretamente no atual território do Principado.
O Santuário de Laghet está ligado a Mônaco desde a sua fundação. Hyacinthe Casanova, habitante de Mônaco, foi curado de uma doença incurável, sendo considerado o primeiro milagre de Laghet, em 1652. Uma outra mulher, também de Mônaco, teria obtido por intercessão de Nossa Senhora de Laghet, a libertação de seu filho, cativo dos sarracenos, que regularmente saqueavam a costa da região. Em 20 de janeiro de 1689 o Príncipe Luís I escolheu o Santuário de Laghet para receber a condecoração da Ordem do Espírito Santo, à qual ele foi nomeado por Luís XIV. No século XIX, o povo protesta para exigir a restauração do Príncipe Carlos III, e, no dia 8 de outubro de 1876, uma peregrinação em ação de graças é organizada para agradecer à Virgem Maria pelo favor recebido: 4.000 peregrinos marcham para Laghet em 28 de abril de 1878. Mais recentemente, após a segunda Guerra Mundial, em 17 de junho de 1945, uma peregrinação nacional foi organizada pelo Príncipe Luís II, para dar graças à Virgem Maria por Mônaco ter escapado milagrosamente das terríveis calamidades que outras regiões vinham sofrendo. Atualmente, a diocese organiza a cada primeiro sábado do mês uma missa pelas vocações no Santuário.

## Tradições

### Santa Devota

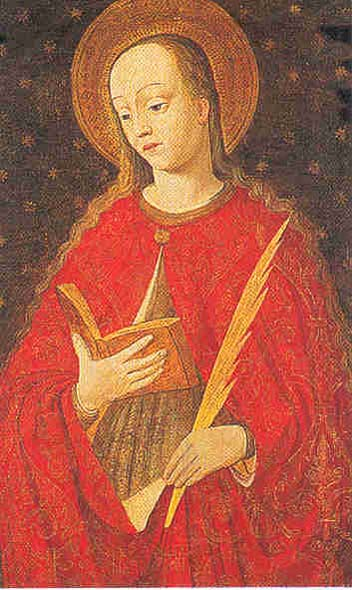
Santa Devota é a santa padroeira de Mônaco. Celebrada em 27 de janeiro no Principado, também deu o seu nome à primeira curva do Circuito de Mônaco, onde desde 1950 ocorre o Grande Prêmio de Mônaco.

As festividades começam no dia 26 de janeiro à noite, acolhendo as relíquias de Santa Devota, e a queima de um barco, em memória às tentativas de roubo das relíquias da santa por piratas. Para fechar a noite, fogos de artifício são disparados do dique do porto. Na manhã seguinte, uma missa é celebrada na Catedral, e as relíquias são levadas em procissão pelas ruas, para abençoar o palácio, a cidade e o mar. O tradicional banquete de Santa Devota é então oferecido pelo Palácio ao clero monegasco.

### Dia do Príncipe
No Dia Nacional, uma missa solene é celebrada na Catedral. Na presença do príncipe soberano e sua família, as mais altas autoridades do Estado, embaixadores, a celebração termina com o canto de Te Deum e com a oração para o Príncipe Domine, salvum fac Principem nostrum Albertum et exaudi nos in die qua invocaverimus te (em português:  Senhor, concede a sua salvação ao nosso Príncipe Alberto e ouve as nossas orações neste dia em que invocamos a ti).

### Procissão do Senhor Morto
Desde 1639 a Procissão do Senhor Morto é organizada pela Irmandade Venerável de Nossa Senhora da Misericórdia, graças a um privilégio concedido pelo Príncipe Honorato II. Isso acontece na noite de Sexta-feira Santa, às 20h30. Os penitentes fantasiados são as principais cenas do Calvário pelas ruas cantando ao canto  Miserere. A procissão cruza a Place du Palais para depois ir à Catedral onde é feita uma reflexão, seguida de uma bênção com as relíquias da verdadeira Cruz. De acordo com um antigo costume, massas de pão ázimo são levadas à cruz, a fim de recordar o pão sem fermento que Cristo partilhou com seus discípulos na Última Ceia. Uma vez abençoados, eles são oferecidos para os dignitários da Irmandade e os principais notáveis do país.

### Obatafoegude São João
No Principado, um "batafoegu" (fogueira) é aceso na noite de 23 de junho na Place du Palais e na noite de 24 de junho na Place des Moulins. Grupos folclóricos, incluindo o paladiano de Mônaco, animam essas duas noites em torno de um incêndio. Essas noites são organizadas pelo Saint Jean Club e pela Prefeitura de Mônaco. O batafoegu é precedido pela celebração do missa na Capela do Palácio do Príncipe e na igreja de São Carlos.

### A festa do São Romano
No dia de São Romano, uma missa solene é celebrada na Catedral. O Comitê de Festivais organiza as comemorações com o apoio do prefeito de Mônaco, cujo banquete após a missa em seu dia de festa é o ponto culminante.